# La Rivière (Isèra)
La Rivière és un municipi francès situat al departament de la Isèra i a la regió d'Alvèrnia-Roine-Alps. L'any 2007 tenia 551 habitants.

## Demografia

### Població
El 2007 la població de fet de La Rivière era de 551 persones. Hi havia 200 famílies de les quals 32 eren unipersonals (8 homes vivint sols i 24 dones vivint soles), 56 parelles sense fills, 100 parelles amb fills i 12 famílies monoparentals amb fills.
La població ha evolucionat segons el següent gràfic:
Habitants censats

### Habitatges
El 2007 hi havia 232 habitatges, 201 eren l'habitatge principal de la família, 20 eren segones residències i 11 estaven desocupats. 226 eren cases i 6 eren apartaments. Dels 201 habitatges principals, 160 estaven ocupats pels seus propietaris, 33 estaven llogats i ocupats pels llogaters i 8 estaven cedits a títol gratuït; 2 tenien dues cambres, 20 en tenien tres, 57 en tenien quatre i 122 en tenien cinc o més. 175 habitatges disposaven pel capbaix d'una plaça de pàrquing. A 67 habitatges hi havia un automòbil i a 125 n'hi havia dos o més.

### Piràmide de població
La piràmide de població per edats i sexe el 2009 era:
| Homes | Edats   | Dones |
| ----- | ------- | ----- |
| 0     | 95 o +  | 0     |
| 0     | 90 a 94 | 0     |
| 4     | 85 a 89 | 0     |
| 4     | 80 a 84 | 8     |
| 12    | 75 a 79 | 12    |
| 4     | 70 a 74 | 8     |
| 4     | 65 a 69 | 12    |
| 4     | 60 a 64 | 4     |
| 4     | 55 a 59 | 0     |
| 28    | 50 a 54 | 20    |
| 16    | 45 a 49 | 24    |
| 12    | 40 a 44 | 16    |
| 28    | 35 a 39 | 24    |
| 28    | 30 a 34 | 32    |
| 12    | 25 a 29 | 20    |
| 20    | 20 a 24 | 0     |
| 16    | 15 a 19 | 16    |
| 20    | 10 a 14 | 8     |
| 20    | 5 a 9   | 28    |
| 8     | 0 a 4   | 24    |

## Economia
El 2007 la població en edat de treballar era de 367 persones, 279 eren actives i 88 eren inactives. De les 279 persones actives 264 estaven ocupades (137 homes i 127 dones) i 15 estaven aturades (5 homes i 10 dones). De les 88 persones inactives 33 estaven jubilades, 27 estaven estudiant i 28 estaven classificades com a «altres inactius».

### Ingressos
El 2009 a La Rivière hi havia 210 unitats fiscals que integraven 562,5 persones, la mediana anual d'ingressos fiscals per persona era de 19.365 €.

### Activitats econòmiques
Dels 15 establiments que hi havia el 2007, 2 eren d'empreses extractives, 1 d'una empresa de fabricació de material elèctric, 1 d'una empresa de construcció, 3 d'empreses de comerç i reparació d'automòbils, 1 d'una empresa de transport, 1 d'una empresa d'hostatgeria i restauració, 2 d'empreses immobiliàries, 2 d'empreses de serveis, 1 d'una entitat de l'administració pública i 1 d'una empresa classificada com a «altres activitats de serveis».
Dels 4 establiments de servei als particulars que hi havia el 2009, 1 era un electricista, 2 perruqueries i 1 restaurant.
L'únic establiment comercial que hi havia el 2009 era una botiga de menys de 120 m².
L'any 2000 a La Rivière hi havia 16 explotacions agrícoles que ocupaven un total de 270 hectàrees.

## Equipaments sanitaris i escolars
El 2009 hi havia una escola elemental.

## Poblacions més properes
El següent diagrama mostra les poblacions més properes.